# Окаменелости в Московском метрополитене
На поверхность облицовочных материалов различных станций Московского метрополитена выступают останки ископаемых организмов. Там можно найти разные типы беспозвоночных животных, в основном кораллы, раковины моллюсков и брахиопод.

## Описание
В Московском метрополитене есть более 50 станций, на которых можно встретить окаменелости аммонитов, кораллов, наутилусов, белемнитов и других древних животных, которые обитали на Земле в различные геологические периоды.
Окаменелости попадаются не только на старых станциях, но и на новых — всё зависит от того, чем облицованы стены и колонны. Встречаются как маленькие, так и достаточно крупные: размер самого большого «обитателя» метро составляет 60 сантиметров в диаметре (аммонит на станции «Парк Победы»). Материалы, в которых содержатся остатки ископаемых организмов, привозили с месторождений Армении, Грузии, Урала, Крыма, Италии и Подмосковья. Больше всего окаменелостей в мраморизованных известняках (переходная стадия между известняком и мрамором) с грузинских месторождений в Салиети и Молити. Они образуются из раковин морских обитателей под воздействием температуры и давления. Однако процесс кристаллизации мог остановиться на любом этапе.
Палеонтология
Группы палеонтологических экспонатов на станциях метро:
- Строматолиты — столбчатые строматолиты на станции Сокольники[1]
- Губки — Первомайская, Арбатская, Каширская, Фрунзенская, Электрозаводская, Комсомольская, Краснопресненская
- Кораллы — Красносельская, Арбатская, Аэропорт, Курская, Киевская (в переходах), Трубная, Сокольники[1]
- Наутилоидеи — Добрынинская, Электрозаводская, Площадь Ильича, Павелецкая, Лубянка, Сокольники[1].
- Аммониты — Парк Победы, Арбатская, Комсомольская, Добрынинская, Краснопресненская, Электрозаводская
- Белемниты — Парк Победы, Электрозаводская
- Брюхоногие (или Гастроподы) — Площадь Ильича, Краснопресненская, Библиотека имени Ленина, Цветной бульвар, Трубная, Курская (в переходе), Красносельская
- Плеченогие (или Брахиоподы) — Электрозаводская, Каховская, Арбатская, Фрунзенская, Площадь Ильича, Краснопресненская
- Иглокожие (морские лилии) — Китай-город, Курская, Киевская[1]

Геохронология
С Кольского полуострова и из Карелии были привезены граниты, гнейсы и кварциты — древнейшие горные породы в облицовке станций, они относятся к геологическим периодам архей и протерозой (глубокий докембрий), ископаемых остатков в них обнаружить не удаётся, так как только в кварцитовых песчаниках могли сохраниться мельчайшие одноклеточные и нитчатые организмы.
| Докембрий | Фанерозой | Фанерозой | Фанерозой | Фанерозой | Фанерозой | Фанерозой | Фанерозой | Фанерозой | Фанерозой | Фанерозой | Фанерозой | Фанерозой | Эон       |
| Докембрий | Палеозой  | Палеозой  | Палеозой  | Палеозой  | Палеозой  | Палеозой  | Мезозой   | Мезозой   | Мезозой   | Кайнозой  | Кайнозой  | Кайнозой  | Эра       |
| --------- | --------- | --------- | --------- | --------- | --------- | --------- | --------- | --------- | --------- | --------- | --------- | --------- | --------- |
| Докембрий | Кембрий   | Ордо вик  | Сил ур    | Девон     | Карбон    | Пермь     | Триас     | Юра       | Мел       | Палео ген | Нео ген   |           | П-д       |
| 4567      | 538,8     | 486,85    | 443,1     | 419,62    | 358,86    | 298,9     | 251,902   | 201,4     | 143,1     | 66,0      | 23,04     |           | млн лет ← |
| 4567      | 538,8     | 486,85    | 443,1     | 419,62    | 358,86    | 298,9     | 251,902   | 201,4     | 143,1     | 66,0      | 23,04     | 2,58      |           |

Морские известковые отложения силура представлены в метро панелями серого уральского уфалейского мрамора, из месторождения у города Верхний Уфалей в Челябинской области. В них заметны главным образом кораллы, например, на мраморной колонне станции «Сокольники» (встаньте лицом в направлении центра, найдите колонну слева) на отполированной поверхности мрамора видны поперечные сечения двух расположенных рядом массивных колоний табулятных кораллов возрастом более 420 млн лет. На станции «Чистые пруды» в уфалейском мраморе можно найти прямую раковину с 4 воздушными камерами, очень похожую на вымершего моллюска наутилоида. В этом мраморе также заметны полоски тёмного цвета — продукты жизнедеятельности бентосных строматолитов.
Каменноугольный период или карбон представлен иглокожими — морские лилии на переходе между станциями «Китай-город» видны поперечные сечения множества стеблей. Уральский красноватый мраморизованный известняк (коелга) на «ВДНХ» и «Третьяковской», тоже богат морскими лилиями, а также раковинами головоногого моллюска — гониатита (на Третьяковской).
Наиболее широко представлены в московском метро ископаемые остатки морских беспозвоночных мезозоя. Особенно характерны для них мраморизованные известняки из Грузии — «салиети». Они тёмно-малинового цвета, иногда с вишнёвым оттенком, с серовато-бежевыми прожилками и пятнами. Образовалась эта горная порода из красноцветного известкового ила, накопившегося на дне тёплого юрского моря. Здесь видны шестилучевые кораллы, наутилоидеи (Краснопресненская), губки («Университет», «Таганская», «Ленинский проспект», «Арбатская»), морские лилии («Курская» кольцевая и радиальная, колонны на станции «Киевская» радиальная Филёвской линии), Плевротомарии — конические раковины брюхоногих моллюсков белемнитов — ростры, и аммониты в итальянском мраморе росса верона («Парк Победы»),— именно здесь находится самый крупный аммонит Московского метрополитена, диаметром более 60 см. В крымских мраморизованных известняках («Комсомольская» радиальная, «Красносельская», «Библиотека имени Ленина», «Арбатская») представлена жизнь древнего кораллового рифа.
Раковины современных пресноводных двустворчатых моллюсков (перловица и беззубка) можно встретить в декорациях арок на станции «Красные ворота».

## Основные окаменелости на станциях

### «Красносельская»
Гранёные колонны станции облицованы крымским мраморизованным известняком «биюк-янкой». Основной тип находящихся в нём окаменелостей — одиночные и колониальные ископаемые кораллы. Шестилучевые кораллы встречаются в разных разрезах, так что их можно изучить со всех сторон, а на одной из колонн находится целый риф, который из-за своих размеров даже не поместился на грань. Шестилучевые кораллы существуют до сих пор, а вот четырёхлучевые вымерли около 250 миллионов лет назад, в конце палеозойской эры. Похожие ископаемые организмы также есть на станциях метро «Арбатская» и «Аэропорт».

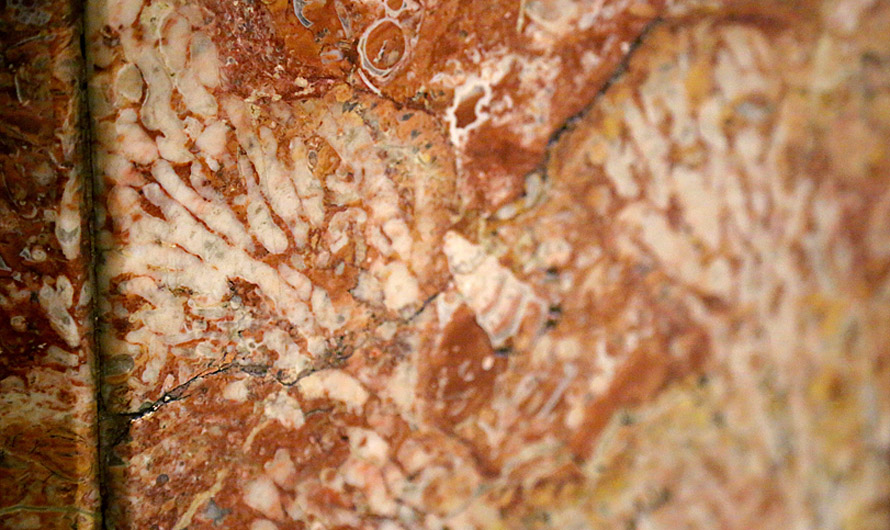
Кораллы
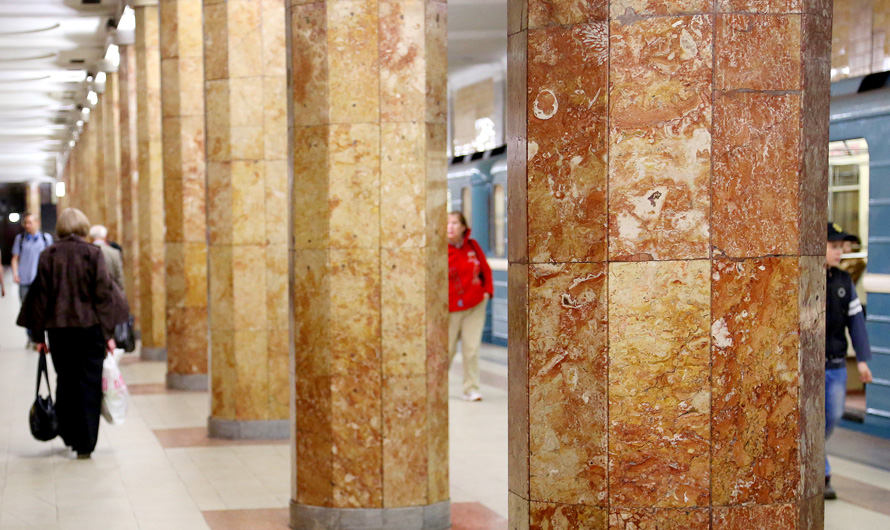
Облицовка с окаменелостями
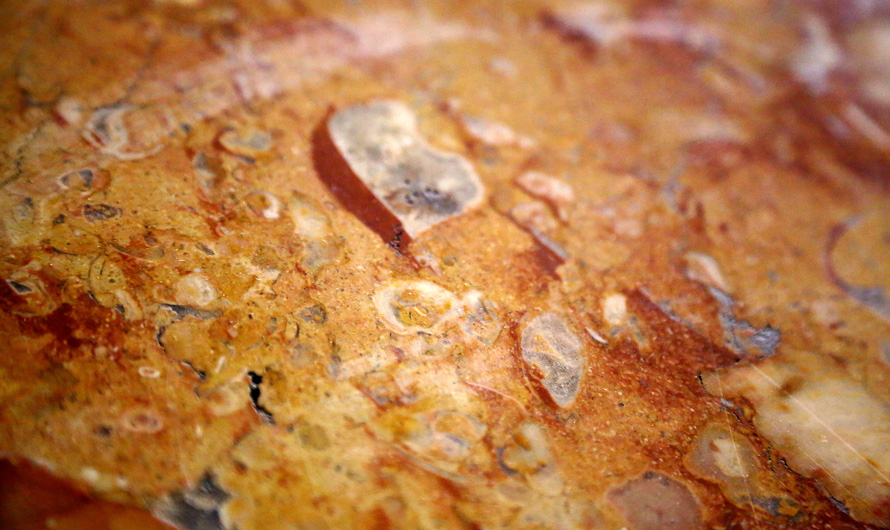
Окаменелости в облицовке
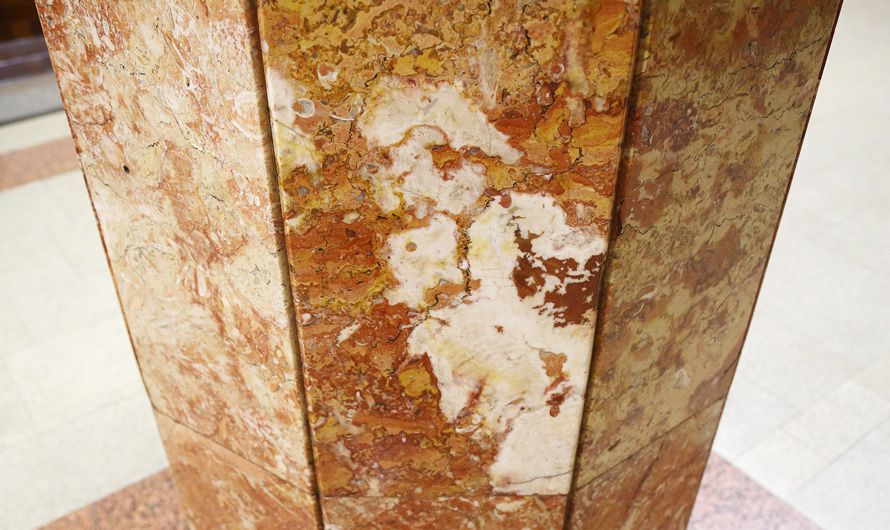
Облицовка колонны с окаменелостями

### «Добрынинская»
Наутилусы — головоногие моллюски, дальние родственники осьминогов, кальмаров и каракатиц. Группе наутилоидей, к которой относится их род, около 500 миллионов лет. Современные наутилусы обитают в Тихом и Индийском океанах, но изредка встречаются и в других местах. На «Добрынинской» наутилуса можно увидеть на платформе со стороны выхода в город. Раковина ископаемого распилена практически точно пополам, поэтому остатки считаются одним из лучших образцов, найденных в московском метро в облицовке красного мрамора. Крупные и красивые наутилусы есть также на станциях «Электрозаводская» и «Площадь Ильича».

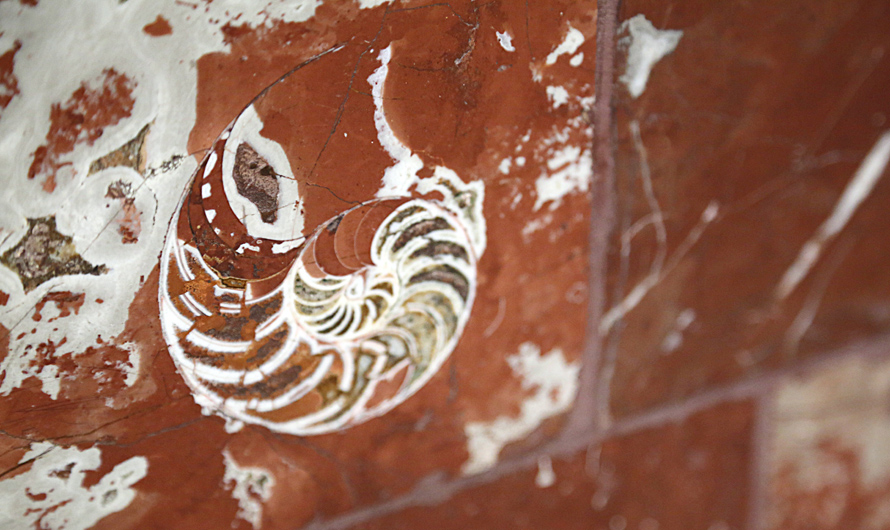
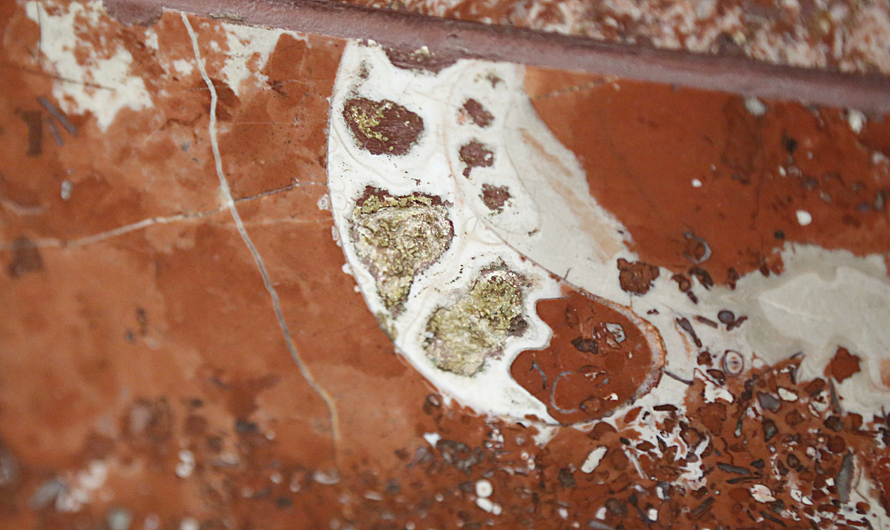
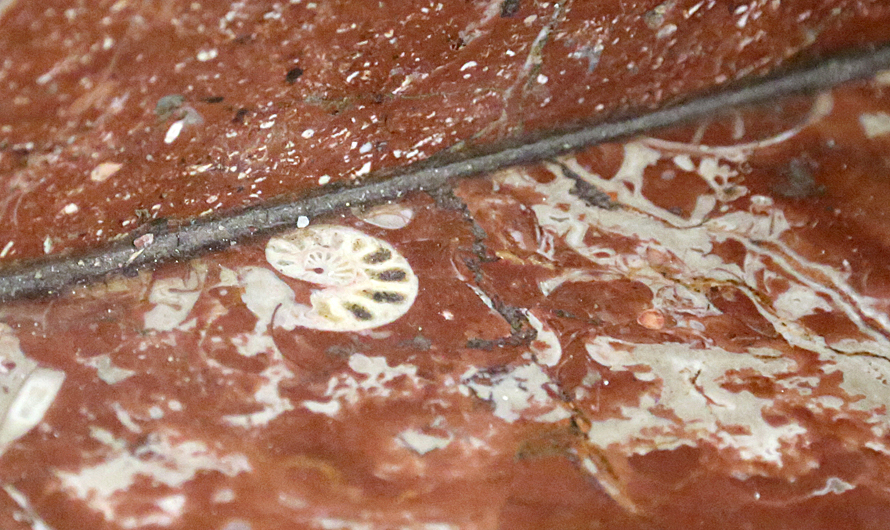
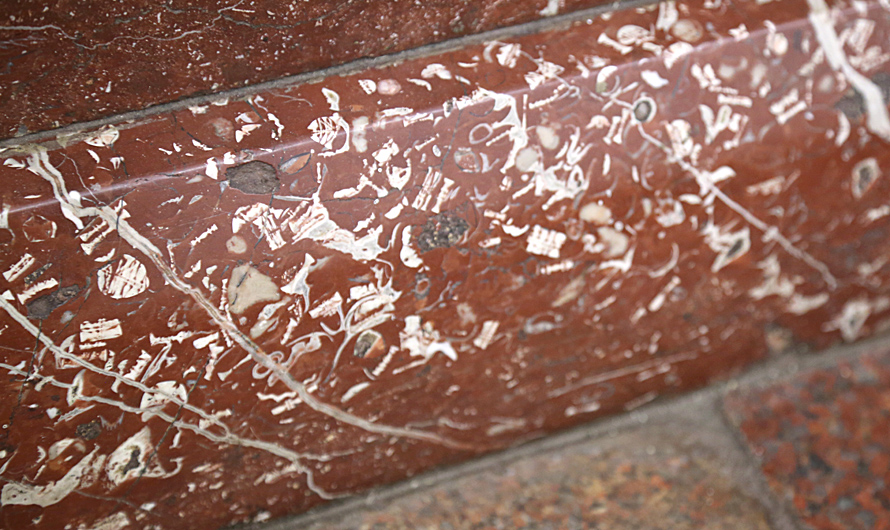

### «Парк Победы»
Колонны станции отделаны мраморизованным итальянским известняком аммонитико россо, получившим название из-за множества встречающихся в нём аммонитов — многочисленной группы хищных морских животных. Если изучить две колонны в конце станции, можно увидеть самого крупного «обитателя» московского метро — головоногого моллюска диаметром 60 сантиметров. На «Парке Победы» встречается больше ископаемых, чем на других станциях. Здесь есть целые захоронения моллюсков, причем внутри больших раковин наблюдаются маленькие раковины аммонитов. Найдены на станции и белемниты — головоногие моллюски, которых часто называют «громовыми стрелами». Их возраст — около 145 миллионов лет, а размер — 10-12 сантиметров. Внешне они напоминали кальмаров и, скорее всего, так же быстро плавали.

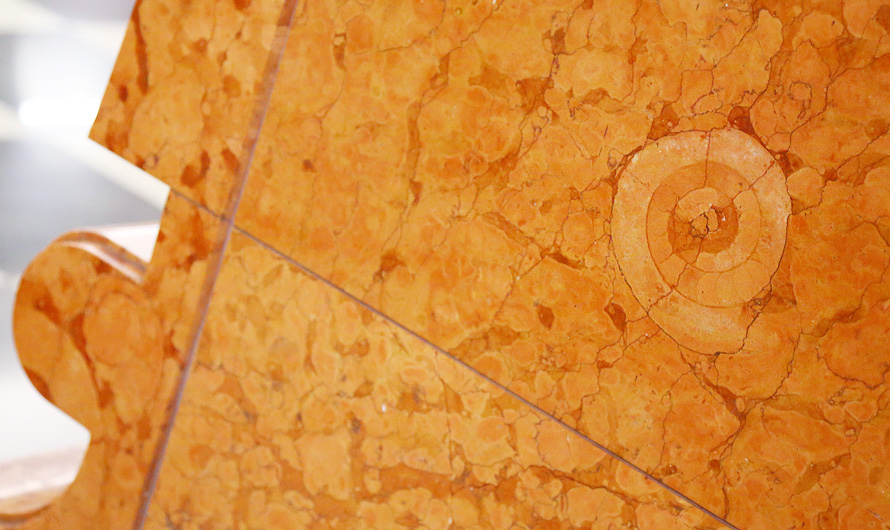
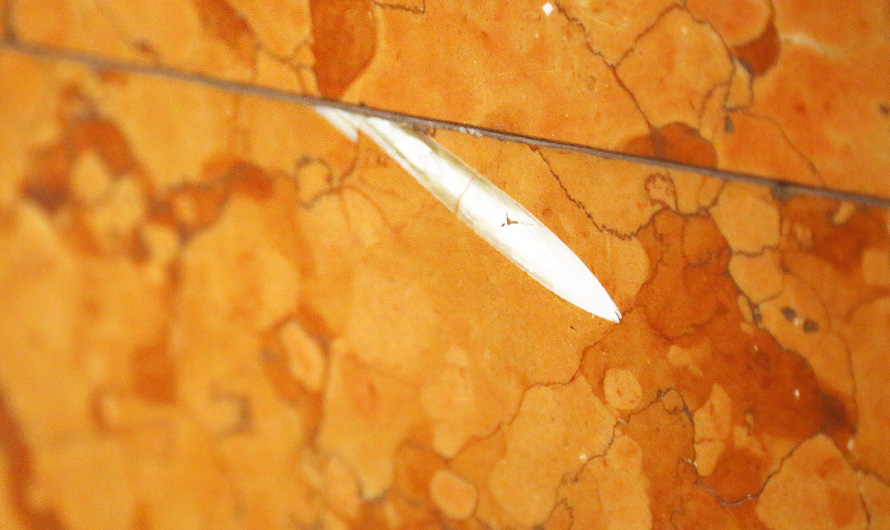
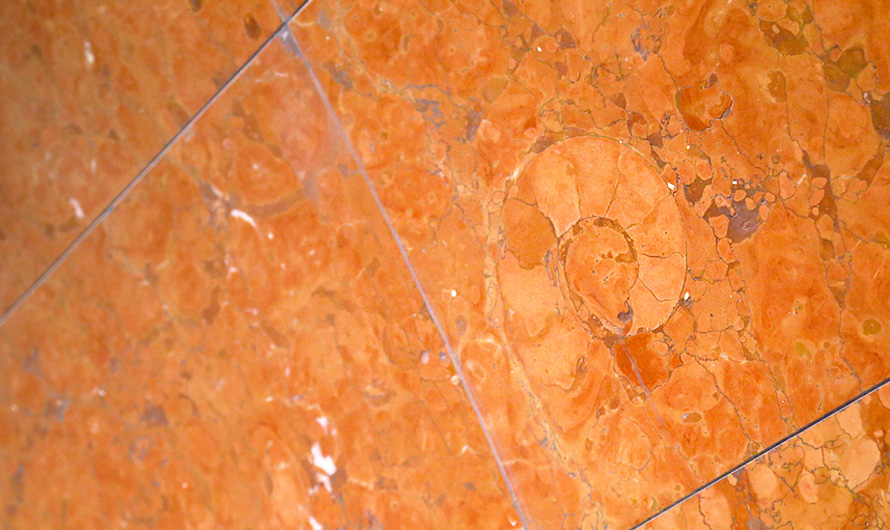
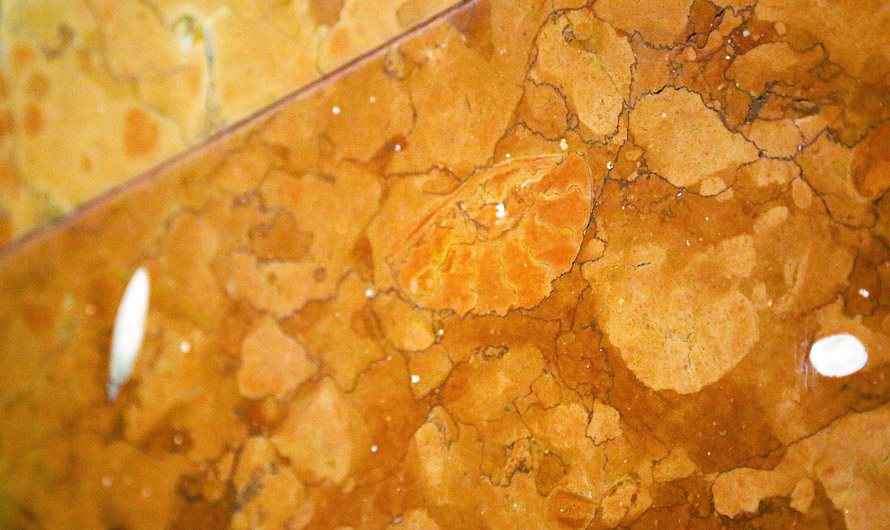

### «Площадь Ильича»
В колоннах этой станции окаменелости встречаются часто. Как и многие, она облицована красным мраморизованным известняком, в котором, помимо наутилусов, кораллов и губок, расположились гастроподы и морские лилии (иглокожие). Гастроподы (брюхоногие моллюски) — это огромный класс, к которому относятся как вымершие виды, так и современные.
В известняке станции видны и остатки морских лилий — иглокожих, родственных морским ежам и звездам. На «Площади Ильича» также можно увидеть удачное сечение раковины двустворчатого моллюска. Эти животные вели малоподвижный образ жизни. Самые древние двустворчатые были обнаружены в залежах раннего кембрия — около 540 миллионов лет назад. Их можно встретить также на станции «Красносельская».

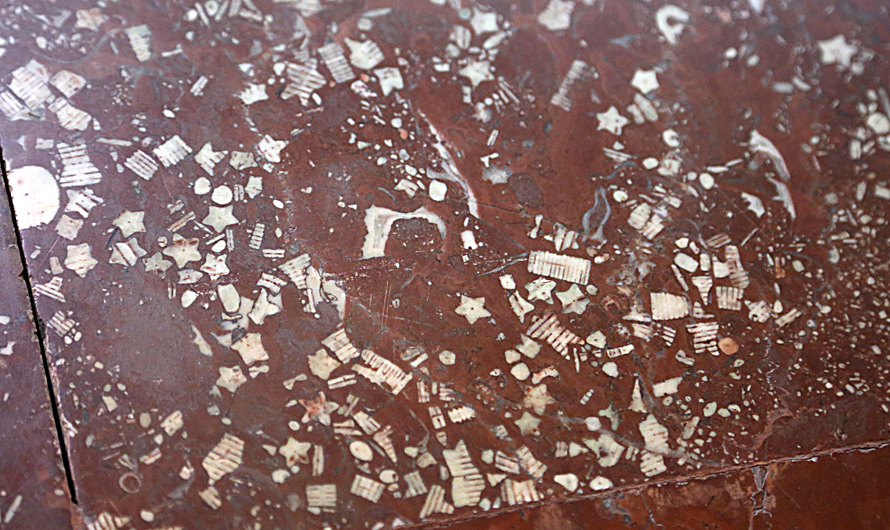
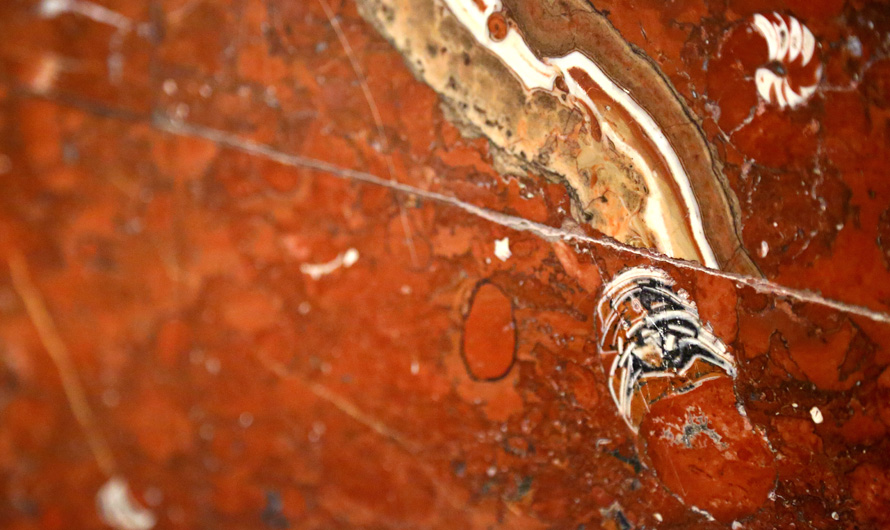
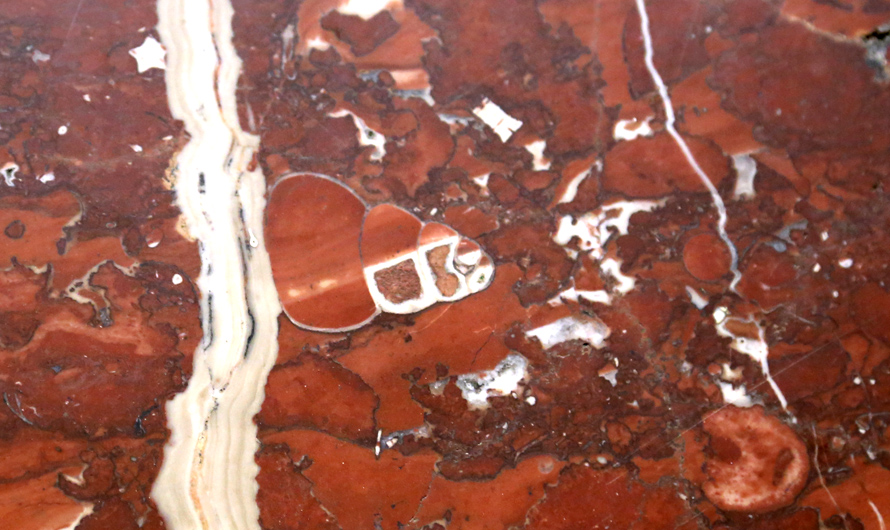
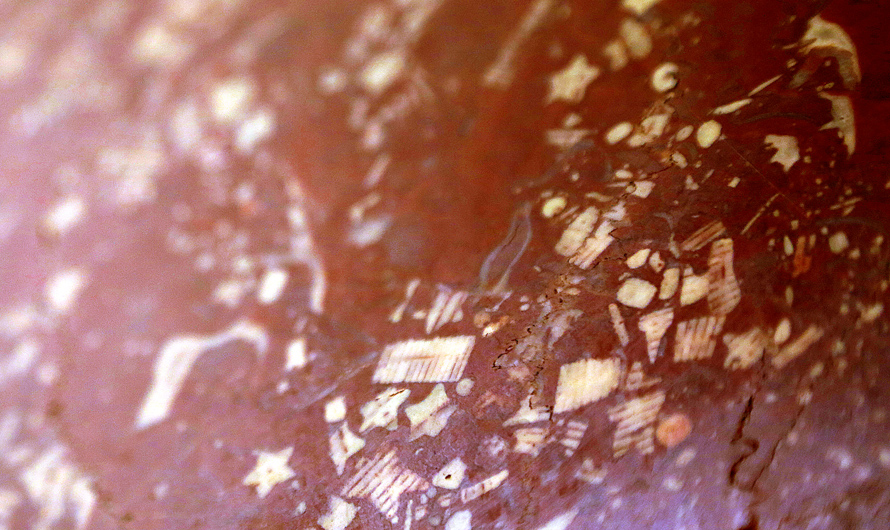

### «Краснопресненская»
В колоннах из красного мраморизованного известняка можно увидеть несколько видов окаменелостей, в числе которых гастроподы, а также небольшие аммониты и губки. Губки существуют на Земле более 650 миллионов лет. Описано около 8 000 современных видов, которые населяют солёные и пресные водоёмы, но точное их число неизвестно. В древности губки образовывали рифы, но в метро они попадаются в основном поодиночке. Их также много на станциях «Первомайская», «Арбатская», «Каширская», «Фрунзенская» и «Электрозаводская». Редкие «обитатели» метрополитена — прямораковинные наутилоидеи. Они отличаются прямой, а не спиральной раковиной. Такая особенность не позволяла животным быстро перемещаться в воде, поэтому они вели придонный образ жизни. Подобные окаменелости не так часто встречаются в метро, на «Краснопресненской» можно увидеть самую крупную раковину — более 10 сантиметров в длину.

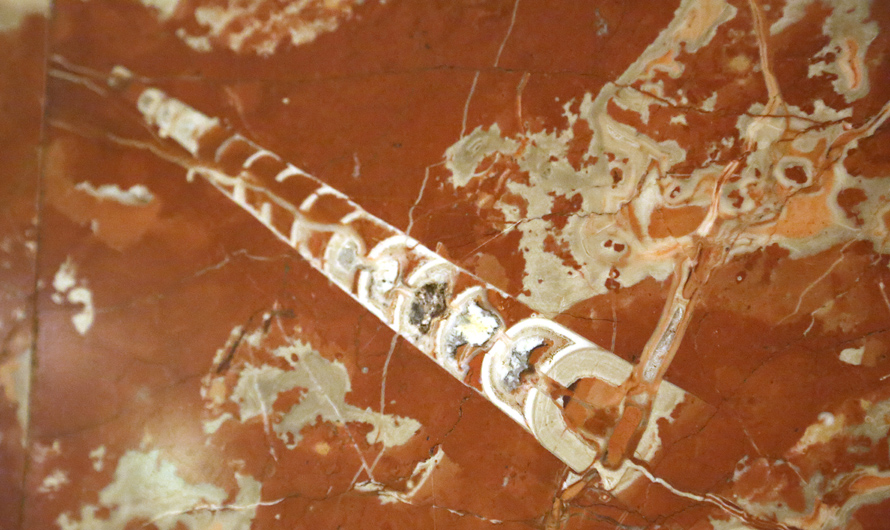
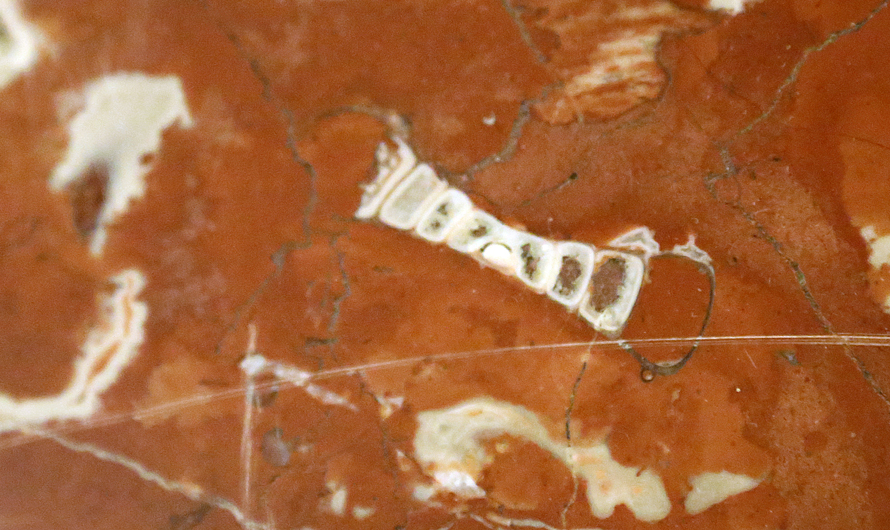
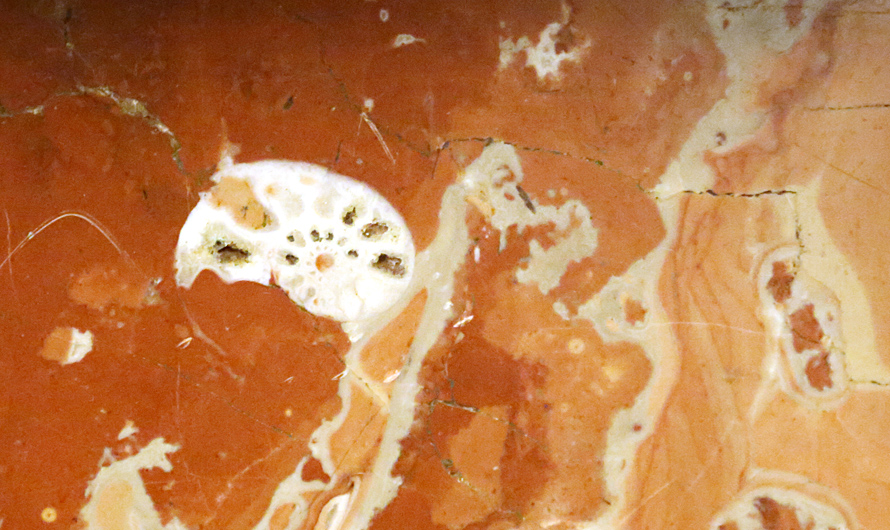
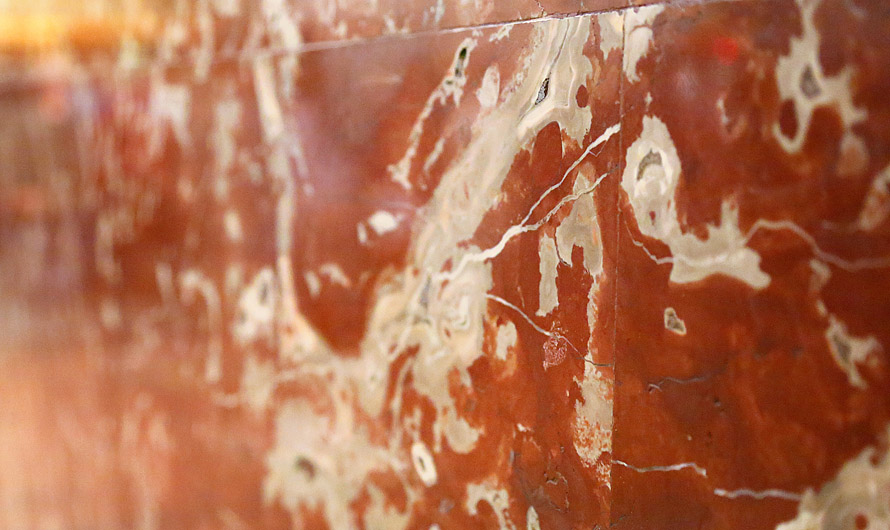

### «Электрозаводская»
Стены станции облицованы красно-коричневым грузинским мрамором, изобилующим палеофауной юрского периода. Это иглы морских ежей, членики морских лилий и раковины брахиопод. Здесь также находятся два крупных аммонита и два больших наутилуса. Очень много на станции маленьких брахиопод, относящихся к большой группе плеченогих. Их раковина состоит из двух несимметричных створок, а ко дну животные крепятся с помощью ножки, но у некоторых видов она отсутствует. Брахиопод можно также увидеть и на «Каховской», «Арбатской», «Фрунзенской», «Площади Ильича» и «Краснопресненской». На «Электрозаводской» встречаются и совсем редкие для метро окаменелости — ростры белемнита (наиболее твёрдые и массивные части раковин). Возможно, их больше, чем принято считать, но их тяжело заметить из-за тёмного цвета и маленьких размеров.

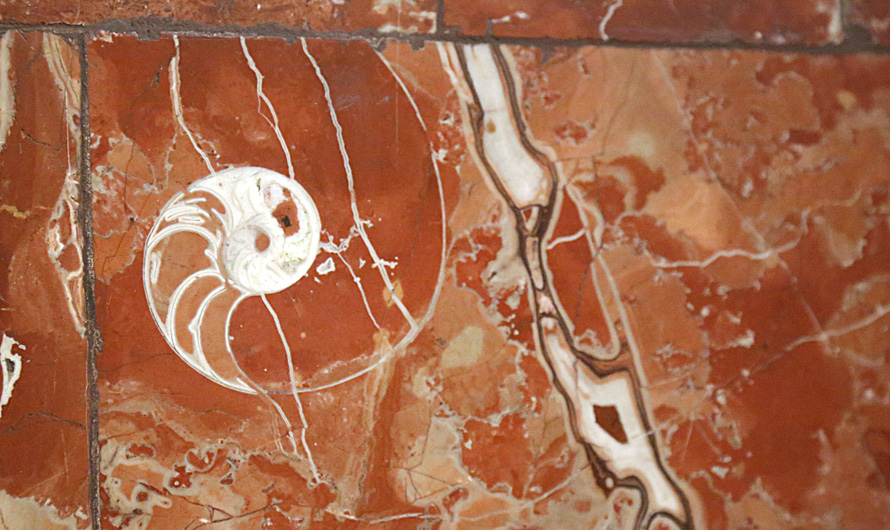
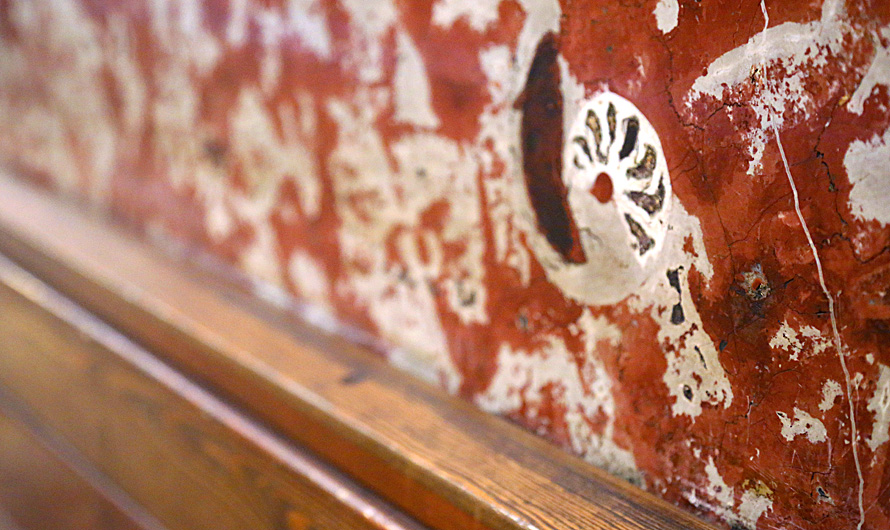
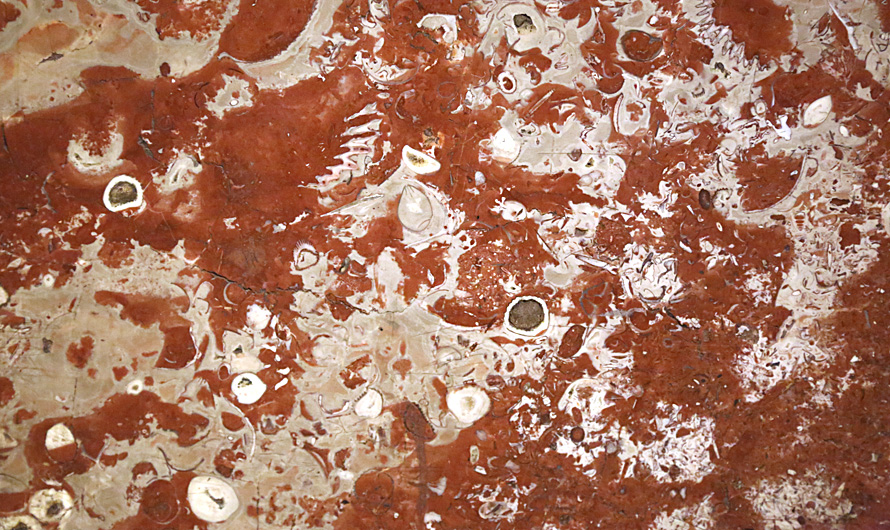
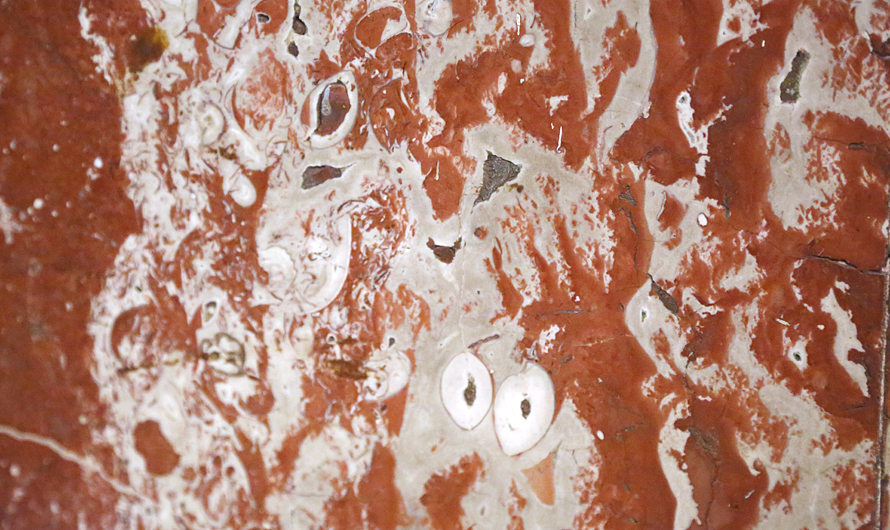

### «Библиотека имени Ленина»
При спуске на станцию по переходу от станции «Боровицкая» на полированных плитах светло-коричневого Горовского мрамора хорошо видны срезы крупных (до 18 сантиметров) ископаемых брюхоногих моллюсков.
В 1937 году академик А. Е. Ферсман писал об этих экспонатах в книге «Занимательная минералогия»:
... а на лестнице к платформе в красноватом крымском мраморе мы видим окаменелые улитки, ракушки — остатки жизни каких-то древних южных морей, покрывавших много десятков миллионов лет тому назад весь Крым и Кавказ.

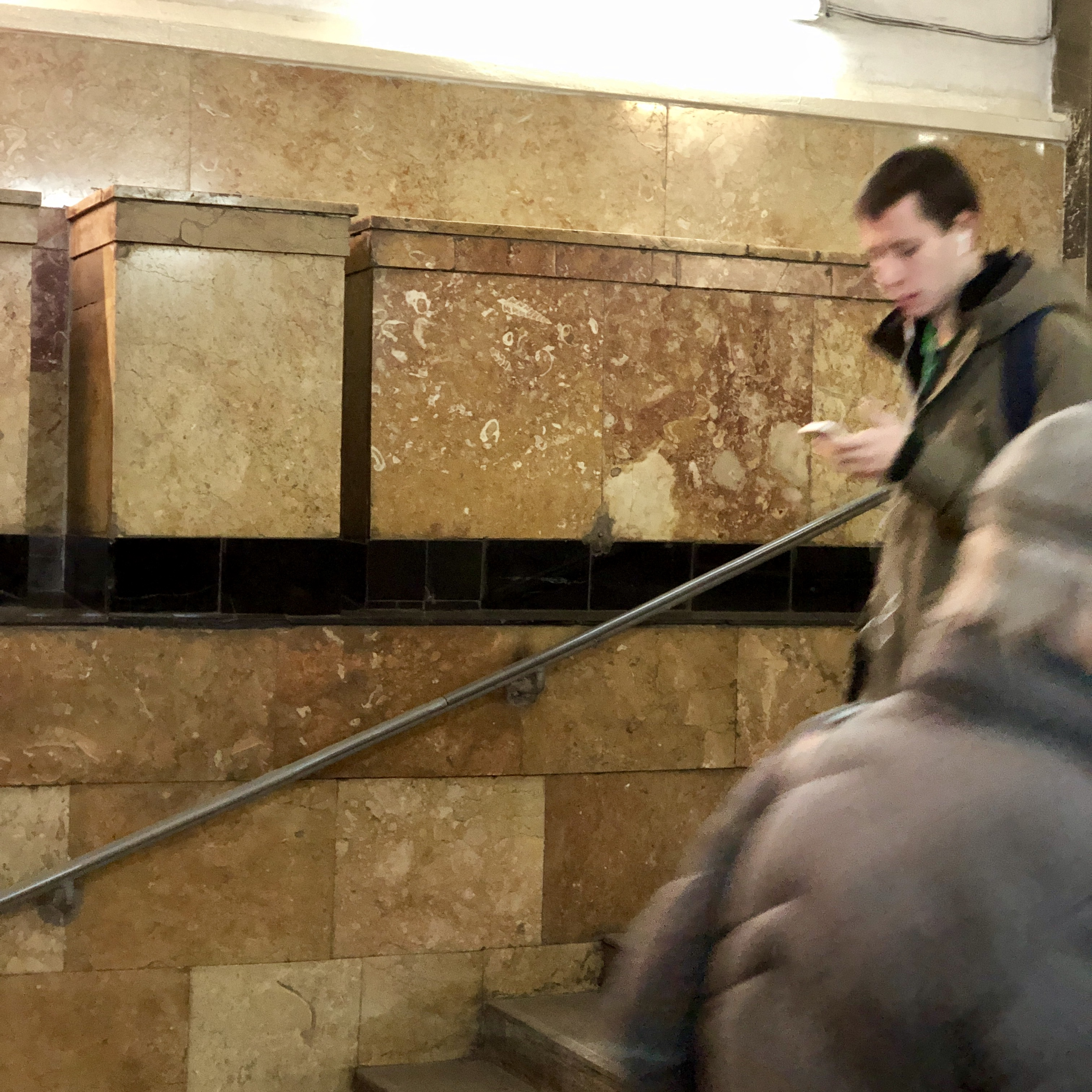
Спуск на станцию
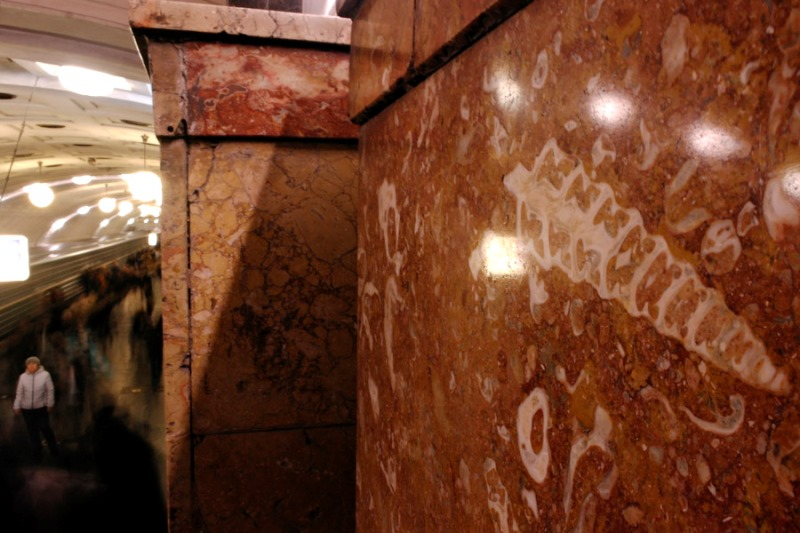
Правая сторона
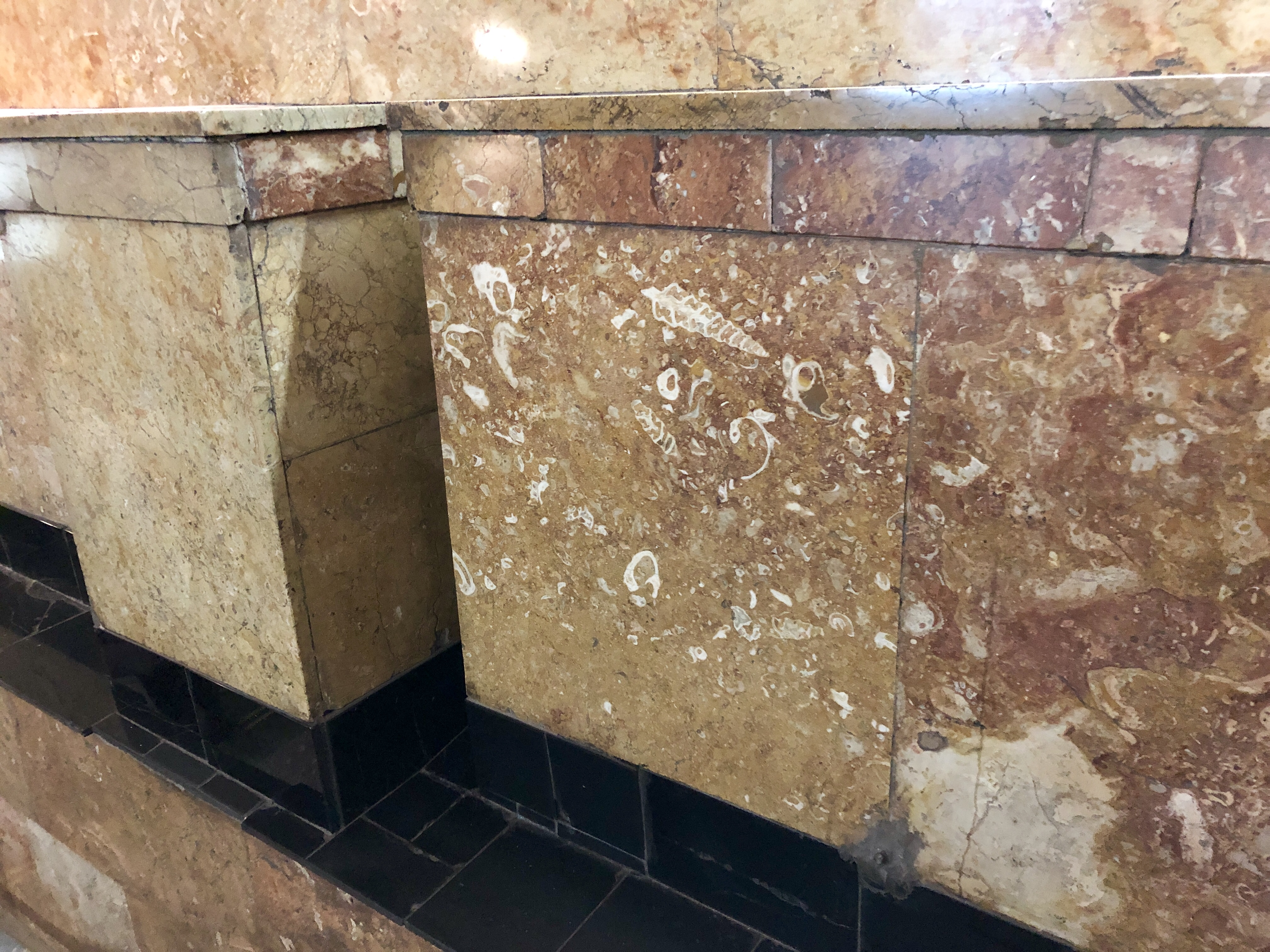
У лестницы
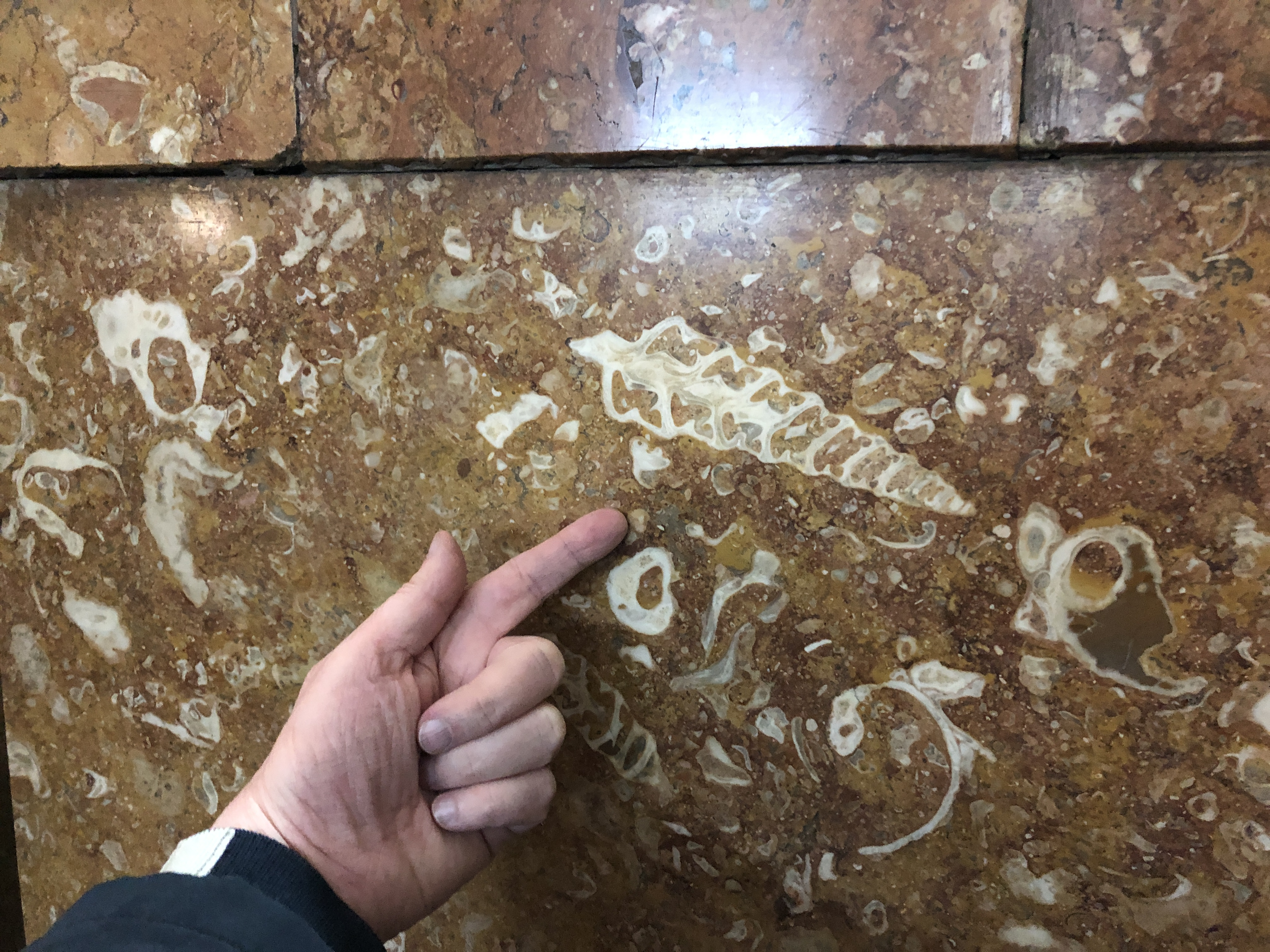
Крупная раковина

Самые красивые экземпляры гастропод (брюхоногих моллюсков) найдены в жёлто-бежевом крымском мраморовидном известняке на станции «Библиотека имени Ленина» и в переходе между станциями «Трубная» и «Цветной бульвар».

## Научная и туристическая значимость
Оценку научно-популярной и туристической значимости окаменелостей на станциях Московского метро провели авторы статей, указанных в разделе «Литература». В палеонтологическом плане, в зависимости от применения облицовочных материалов, станции делятся на:
- старые (построены до 1970-х годов), где не экономили на мраморах и мраморизованных известняках (более 20 видов), их привозили из Армянской ССР, Украинской ССР, Узбекской ССР, Грузинской ССР, с Урала и Алтая.
- новые — использующие в основном белый мрамор (беден фоссилиями — см. только морские лилии), но и иностранные материалы, см. описание станции «Парк Победы» и фото Rosso ammonitico.

Эту экспозицию ископаемой морской фауны они называют «Музей палеонтологии», так как он находится в помещении, доступен и в нём часто проводятся неофициальные экскурсии. Кроме самих организмов можно увидеть следы передвижения морских червей.

## Галерея

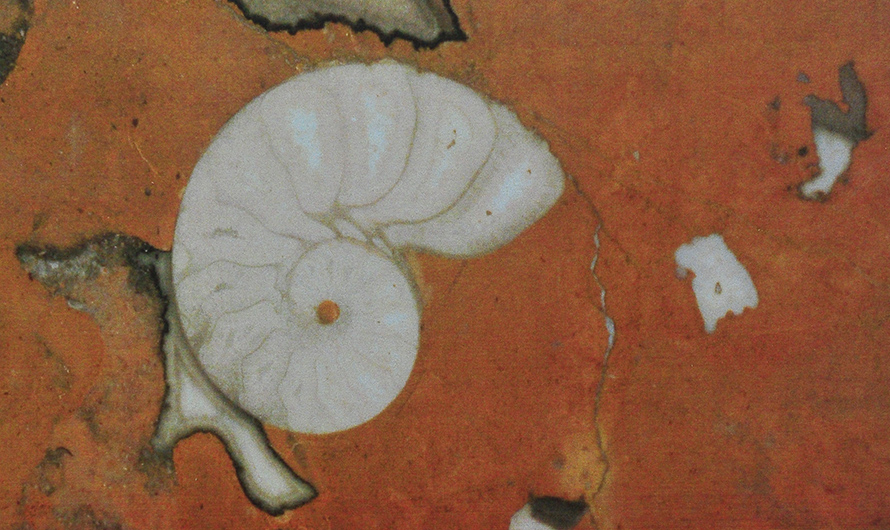
Аммонит в мраморной облицовке станции «Речной вокзал»
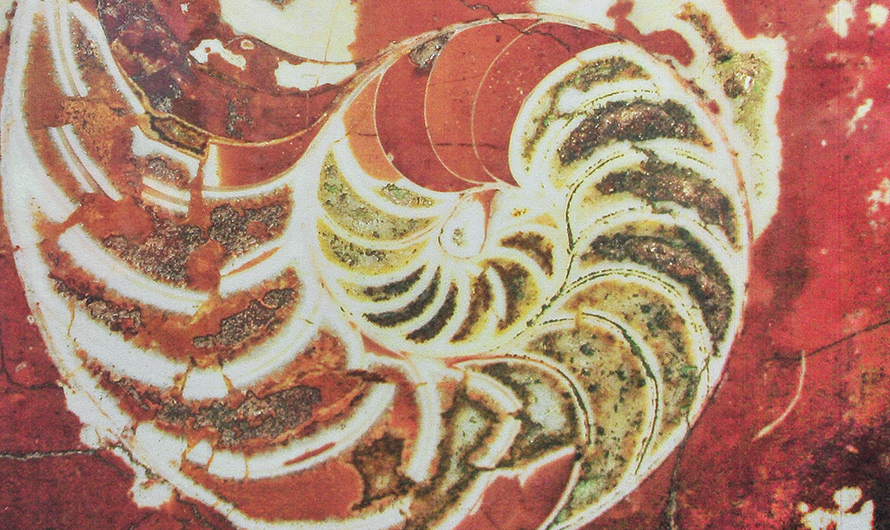
Наутилус в мраморной облицовке станции «Добрынинская»
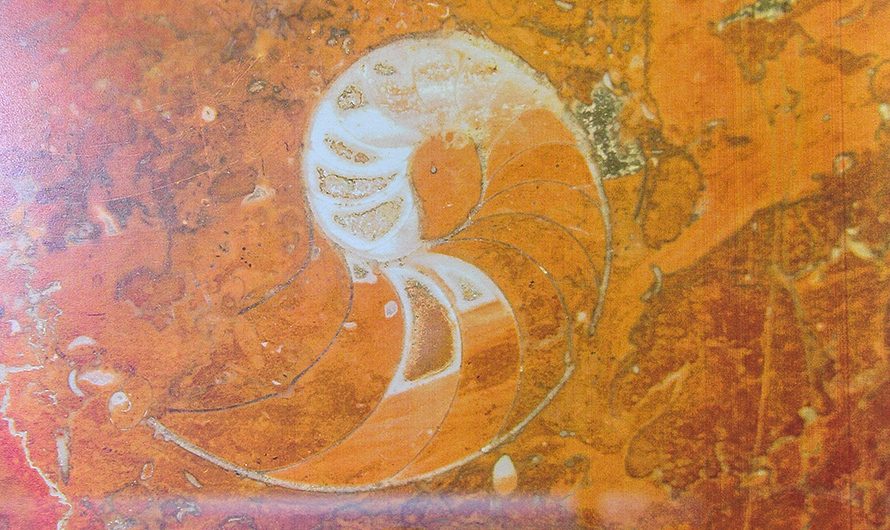
Наутилус в мраморной облицовке станции «Площадь Ильича»
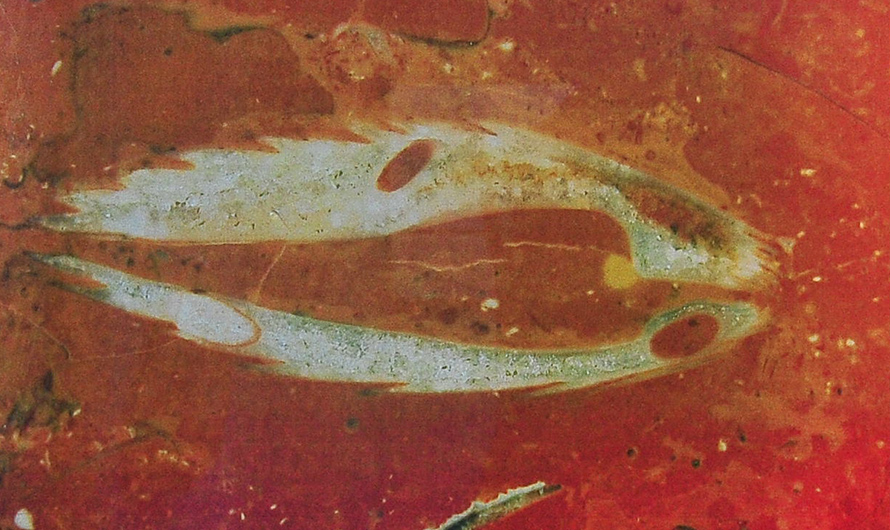
Раковина двустворчатого моллюска в облицовке станции «Площадь Ильича»
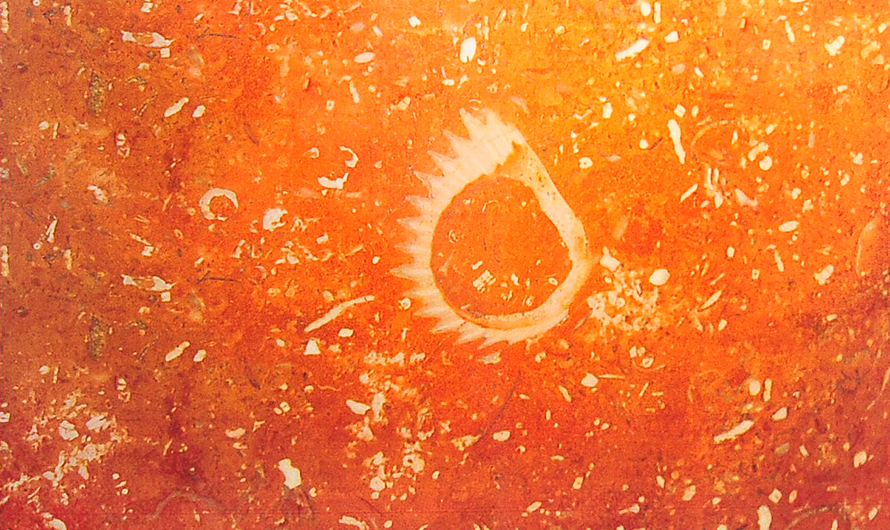
Раковина двустворчатого моллюска в облицовке станции «Электрозаводская»
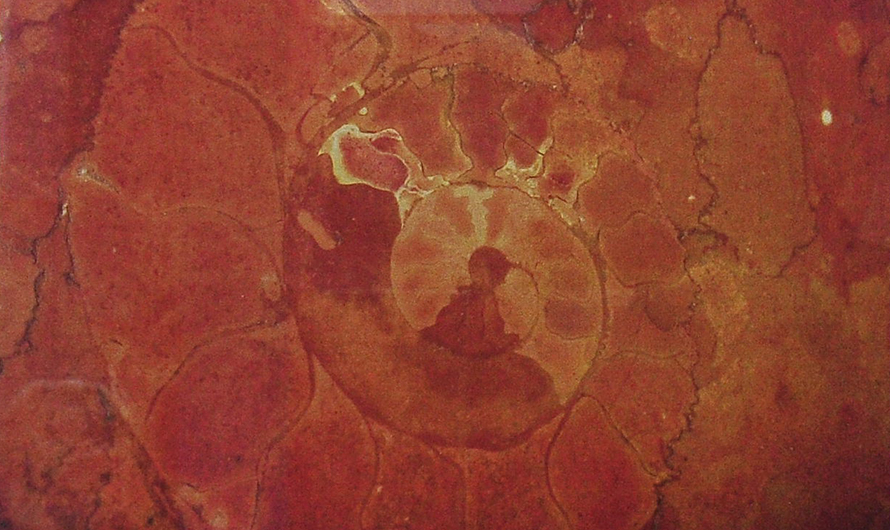
Аммонит в мраморной облицовке станции «Парк Победы»
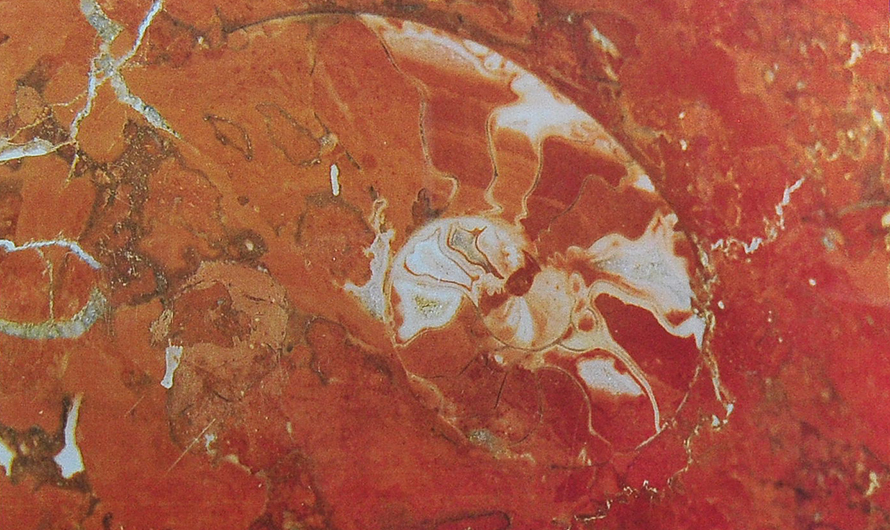
Аммонит в мраморной облицовке станции «Площадь Ильича»
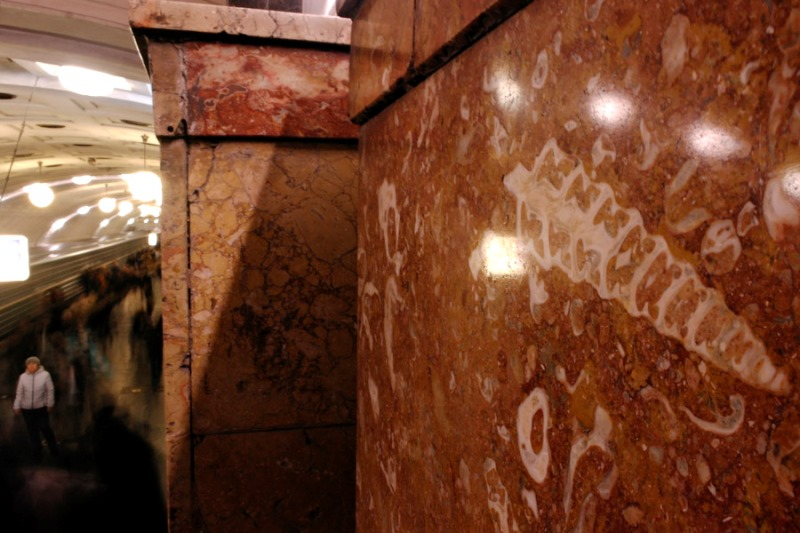
Окаменелости